# Сятракаси (Сарабакасинське сільське поселення)
Сятрака́си (рос. Сятракасы, чув. Çатракасси) — присілок у складі Чебоксарського району Чувашії, Росія. Адміністративний центр Сарабакасинське сільського поселення.
Населення — 556 осіб (2010; 506 у 2002).
Національний склад:
- чуваші — 96 %